# Brèze (Hérault)
Pour les articles homonymes, voir Brèze.
La Brèze est une rivière du département de l'Hérault et un affluent de la Lergue, donc un sous-affluent de l'Hérault.

## Géographie
Son cours d'eau a une longueur de 7 km. Elle prend sa source dans le Cirque du bout du monde, puis passe à Saint-Étienne-de-Gourgas et à Soubès, avant de se jeter dans la Lergue. Un bief, privé d'eau de nos jours, irriguait les potagers de Soubès en prenant son eau dans la Brèze.

### Communes et cantons traversés
La Brèze traverse les deux seules communes suivantes, de l'amont vers l'aval de Saint-Étienne-de-Gourgas (source) et de Soubès (confluence).

### Bassin versant
La Brèze traverse une seule zone hydrographique « La Lergue de sa source au Lauronet inclus » (Y220).

### Organisme gestionnaire
L'organisme gestionnaire est l'EPTB SMBFH ou Syndicat mixte du bassin du fleuve Hérault, créé en 2009 et sis à Clermont-l'Hérault.

## Affluents
La Brèze a trois affluents référencés :
- la Primelle, 6 km ;
- le ruisseau de Subrebel, 2 km ;
- le ruisseau de Rieu Sec, 1 km.

### Rang de Strahler
Son rang de Strahler est de deux.